# United States Whig Party

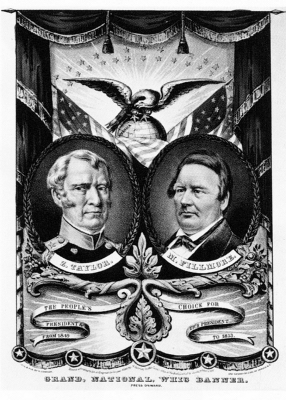
Wahlplakat der Whigs aus dem Jahr 1848 mit den Kandidaten Zachary Taylor (links) und Millard Fillmore

Die Whig Party (deutsch: Whig-Partei) war eine politische Partei in den Vereinigten Staaten von Amerika. Die Partei wurde in Opposition zur Politik von Andrew Jackson (Jacksonian Democracy) und seiner populistisch geprägten Demokratischen Partei ins Leben gerufen und nannte sich selbst Whig Party in Analogie zu den schottischen Whigs, die sich dem königlichen Machtstreben in der Restaurationszeit widersetzt hatten.

## Gründung
Die Partei wurde ursprünglich 1833/34 als eine Allianz mit der National Republican Party in den Nord- und Grenzstaaten gegründet, die von Männern wie Henry Clay und Daniel Webster geführt wurde. Sie war eine nationalistische Partei, die sich Clays von Protektionismus geprägtem „American System“ verpflichtet fühlte, Jacksons Südstaaten-Politik widersprach und lediglich durch ihre Abneigung ihm gegenüber zusammengehalten wurde. Während die Whigs für technologischen Fortschritt, Industrialisierung, Urbanisierung, Zuwanderung und die Kooperation von Staat und Wirtschaft beim Aufbau der Verkehrsinfrastruktur eintraten, favorisierten die gegnerischen Demokraten eine agrarisch geprägte, einfache Republik unabhängiger Bauern nach dem Ideal Thomas Jeffersons.
1836 war die Partei noch nicht genügend organisiert, um einen bundesweiten Präsidentschaftskandidaten aufzustellen. Stattdessen kandidierte William Henry Harrison im Norden und den westlichen Grenzstaaten, Hugh Lawson White im Süden und Daniel Webster in seinem Heimatstaat Massachusetts. Man versuchte damit, genügend Wahlmännerstimmen zu erringen, um die Mehrheit für Martin Van Buren im Electoral College zu verhindern und so die Präsidentenwahl ins Repräsentantenhaus zu verlagern, wo der populärste Whig-Kandidat dann gewählt werden sollte. Diese Taktik schlug fehl, Van Buren erlangte sowohl an Wählerstimmen als auch bei den Elektoren eine komfortable Mehrheit.

## Blütezeit der Partei

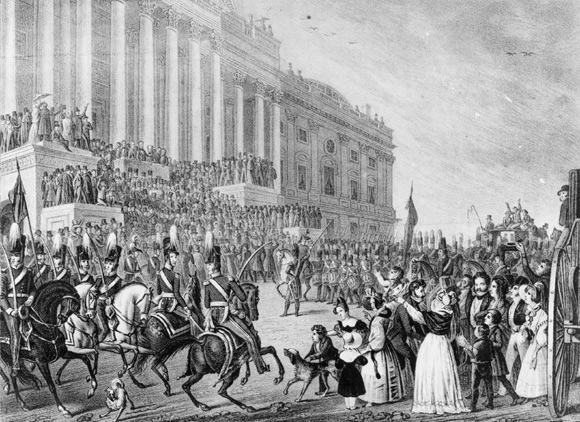
Amtseinführung von William Henry Harrison 1841

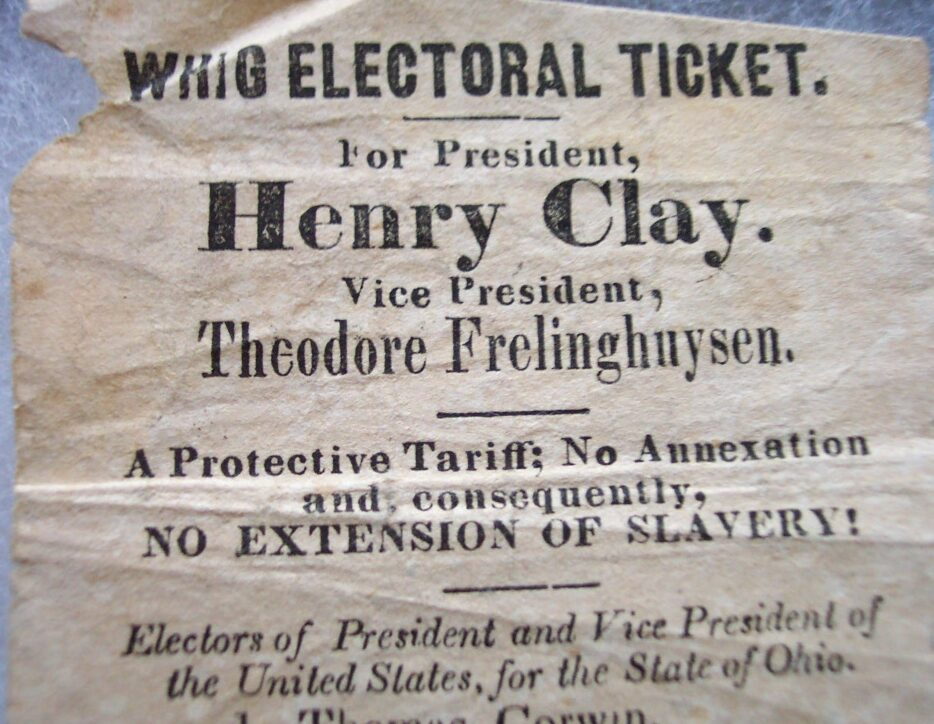
Wahlplakat für Henry Clay von 1844

In den folgenden Jahren entwickelten die Whigs ein vollständiges Parteiprogramm, das eine protektionistische Zollpolitik beinhaltete, die Gründung einer neuen Staatsbank sowie den Einsatz der Einkünfte aus dem öffentlichen Landverkauf, um die Bundesstaaten zu unterstützen. 1839 hielten die Whigs ihren ersten nationalen Parteitag ab, wählten Harrison vor Clay und Webster zu ihrem Präsidentschaftskandidaten. Harrison wurde dann im Herbst 1840 zum Präsidenten gewählt. Ausschlaggebend für seine Wahl waren einerseits die ökonomischen Rahmenbedingungen, andererseits aber auch Harrisons Ruf als Kriegsheld, der in der Bevölkerung an den populären Ruf Andrew Jacksons anknüpfen sollte.
Doch Harrison regierte nur 31 Tage: Nachdem er sich bei seiner ambitionierten zweistündigen Rede zum Amtsantritt – der bis heute längsten – eine Lungenentzündung zugezogen hatte, verstarb er am 4. April 1841 als erster Präsident im Amt. Ihm folgte Vizepräsident John Tyler aus Virginia, ein absoluter Verfechter des 9. Verfassungszusatzes der Bill of Rights, der die meisten Gesetzesvorhaben seiner „eigenen“ Partei mit einem Veto blockierte. Tyler war ursprünglich Demokrat gewesen und hatte die Nominierung zum Vizepräsidentschaftskandidaten eher zufällig ergattert, weil er den in seinem Heimatstaat stattgefundenen Parteitag der Whigs aus Interesse besucht hatte und sich die Delegierten zuvor auf keinen anderen Kandidaten hatten einigen können. Dass Tyler gänzlich andere Ansichten als die Whigs vertrat und sich in die Tradition Thomas Jeffersons stellte, war aufgrund der Unwichtigkeit seines Amtes gar nicht bekannt, erwies sich nun aber als schweres Hindernis. Daher wurde Tyler bereits im September 1841 formell aus der Partei ausgeschlossen. In den folgenden Jahren näherte sich Tyler mehr den Demokraten an, jedoch hatte er ohne Partei praktisch keine Chance auf Wiederwahl und unterstützte schließlich den Demokraten James K. Polk.
Die innere Uneinigkeit der Whigs und der wachsende Wohlstand, der das ökonomische Programm der Whigs bald überflüssig erscheinen ließ, führten zu einem desaströsen Ergebnis bei den Kongresswahlen 1842, in denen sie die Kontrolle über den Kongress verloren.
Im Jahr 1844 begannen die Whigs, sich von der Wahlkatastrophe zwei Jahre zuvor zu erholen. Sie nominierten ihren bekanntesten Politiker, den Senator Henry Clay, der persönlich zum dritten Mal zur Wahl antrat, aber dem Demokraten James K. Polk in einem Kopf-an-Kopf-Rennen unterlag. Polks Politik der Expansion nach Westen (insbesondere der schon von John Tyler durchgeführten Annexion von Texas) und des freien Handels triumphierte über Clays Protektionismus und seine zurückhaltende Vorgehensweise in der Texasfrage. Die nördlichen und die südlichen Whigs stemmten sich gegen den Krieg mit Mexiko, den viele (einschließlich Abraham Lincoln, der damals für die Whigs im Kongress saß) für einen charakterlosen Landraub hielten. Sie wurden aber genauso wie die Demokraten durch das Wilmot Proviso gegen die Sklaverei von 1846 gespalten.
Für die Präsidentschaftswahl 1848 sahen die Whigs keine Chance, mit einer erneuten Kandidatur des weiterhin bestrebten Clay und ihrer traditionellen Wirtschaftspolitik zum Erfolg zu kommen, so dass sie Zachary Taylor, einen Kriegshelden aus dem amerikanisch-mexikanischen Krieg, aufstellten und auf die Erstellung eines Wahlprogramms verzichteten. Taylor, der zuvor noch nie mit Politik in Berührung gekommen war, triumphierte über den demokratischen Kandidaten Lewis Cass und die gegen die Sklaverei auftretende Free Soil Party, die den früheren Präsidenten Martin Van Buren nominiert hatte und die demokratischen Wähler in New York aufteilte, so dass der Staat an die Whigs fiel (während die Free Soil Party die Whigs vermutlich einige Staaten im Mittelwesten kostete).
Taylor widersetzte sich in der Sklavenfrage den Sonderwünschen der Südstaaten (die vor allem die Ausbreitung der Sklaverei in den neu eroberten Territorien und das Aufgreifen flüchtiger Sklaven betrafen) und war, etwas mehr als ein Jahrzehnt vor Ausbruch des Bürgerkriegs, schon vorbereitet, der Sezession kompromisslos mit militärischen Mitteln zu begegnen. Aber am 4. Juli 1850 zog sich Taylor eine akute Verdauungsstörung zu (vermutlich Typhus oder Cholera) und wurde fünf Tage später der zweite Präsident, der im Amt starb. Vizepräsident Millard Fillmore übernahm die Präsidentschaft und unterstützte den Kompromiss von 1850, wodurch die Krise vorläufig abgewendet wurde.

## Niedergang und Auflösung
Der Kompromiss von 1850 ließ die Whigs entlang der Sklavenfrage auseinanderbrechen, wobei die Gegner der Sklaverei genug Macht behielten, um Fillmores Nominierung 1852 zu verhindern. Im Versuch, ihre früheren Erfolge zu wiederholen, wurde der populäre General Winfield Scott aufgestellt, der aber dem Demokraten Franklin Pierce in der Wahl unterlag. Durch den Tod ihrer beiden prominentesten Politiker Henry Clay und Daniel Webster im Juni bzw. Oktober 1852 waren die Whigs zusätzlich geschwächt.
1854 teilte der Kansas-Nebraska Act die Whigs ein weiteres Mal, und der Aufstieg der sklavereifeindlichen Republikanischen Partei brachte der Whig-Koalition das Ende. Die unentschlossene Haltung der Whigs in der Sklavenfrage, die den Kompromiss unterstützte, um die Union zusammenzuhalten, fand in der polarisierten Debatte keine Unterstützer mehr. Sklavereifeindliche nördliche Whigs gingen zu den Republikanern über, sklavereifreundliche südliche Whigs zu den Demokraten. Bis Ende der 1850er-Jahre konnten sie aber noch einige Gouverneure stellen.
1856 scharten sich die verbliebenen Whigs hinter Fillmore, der sich vorher der einwandererfeindlichen Know-Nothing Party angeschlossen hatte (und gegen den Demokraten James Buchanan verlor). Im Jahr 1860 traten die letzten Whigs als Constitutional Union Party auf und nominierten John Bell. Bell wurde vom Ex-Whig Abraham Lincoln von der Republikanischen Partei geschlagen, dessen Wahl die Sezession der Südstaaten und damit den Bürgerkrieg auslöste, welcher den Whigs ihr Ende bescherte.

## Präsidenten aus der Whig-Partei
Die Whig-Party stellte vier Präsidenten der Vereinigten Staaten. Tyler wurde allerdings bereits 1841 aus der Partei ausgeschlossen.

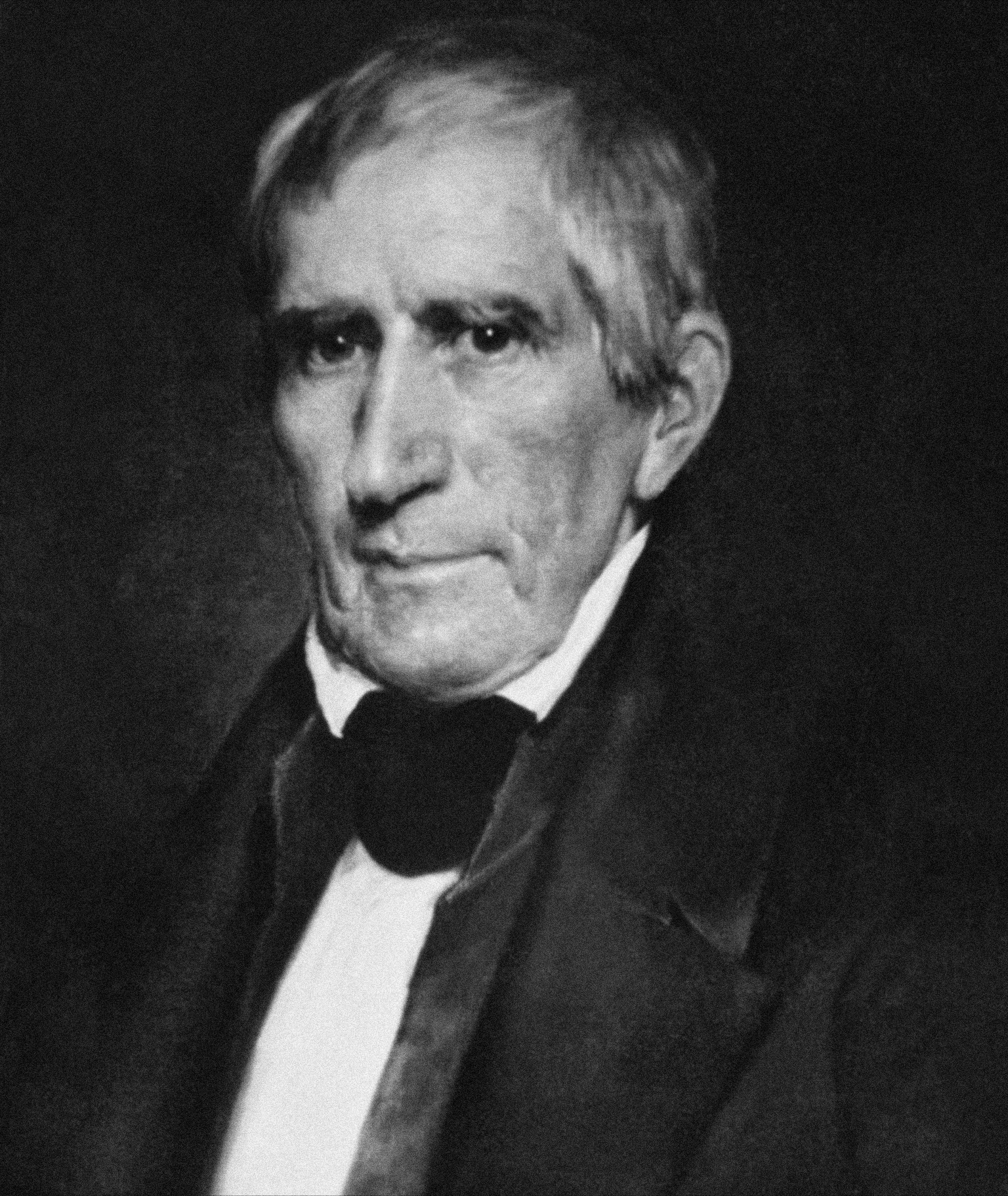
William Henry Harrison (1841)
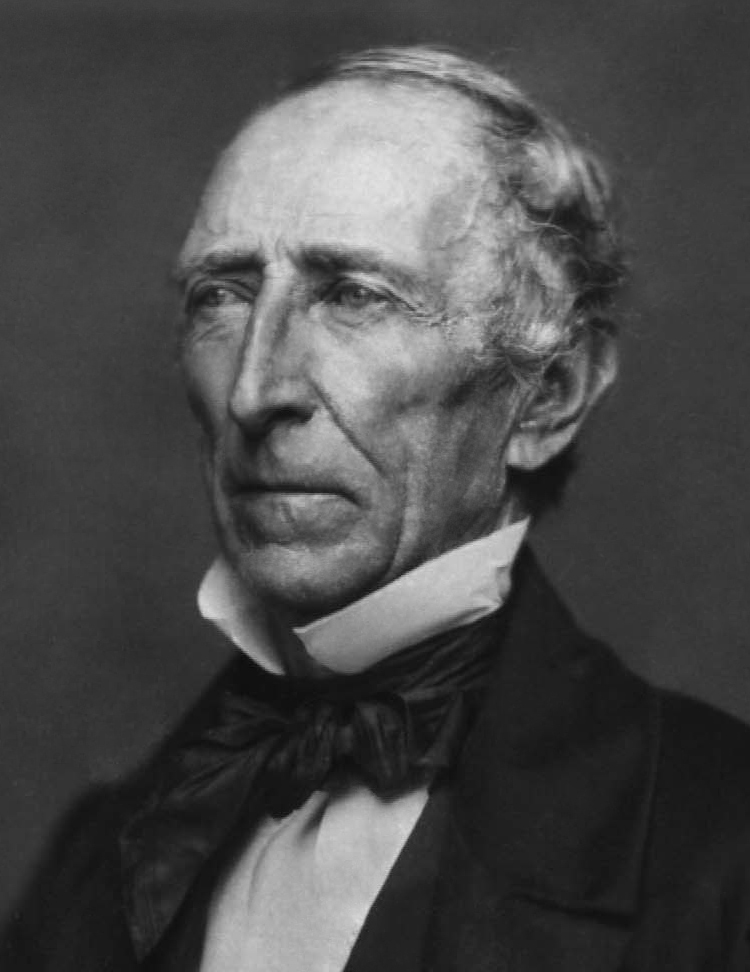
John Tyler (1841–1845)
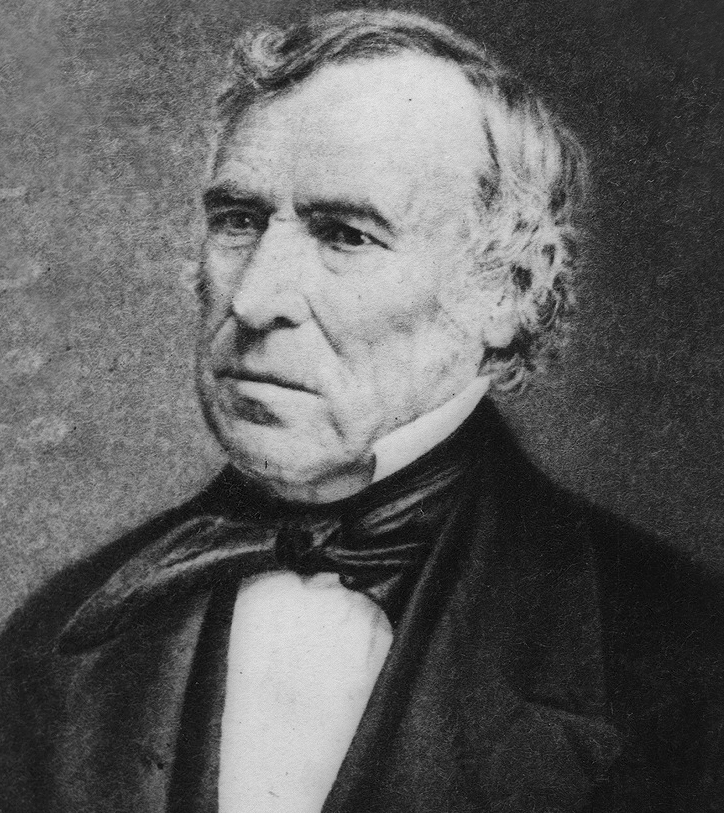
Zachary Taylor (1849–1850)
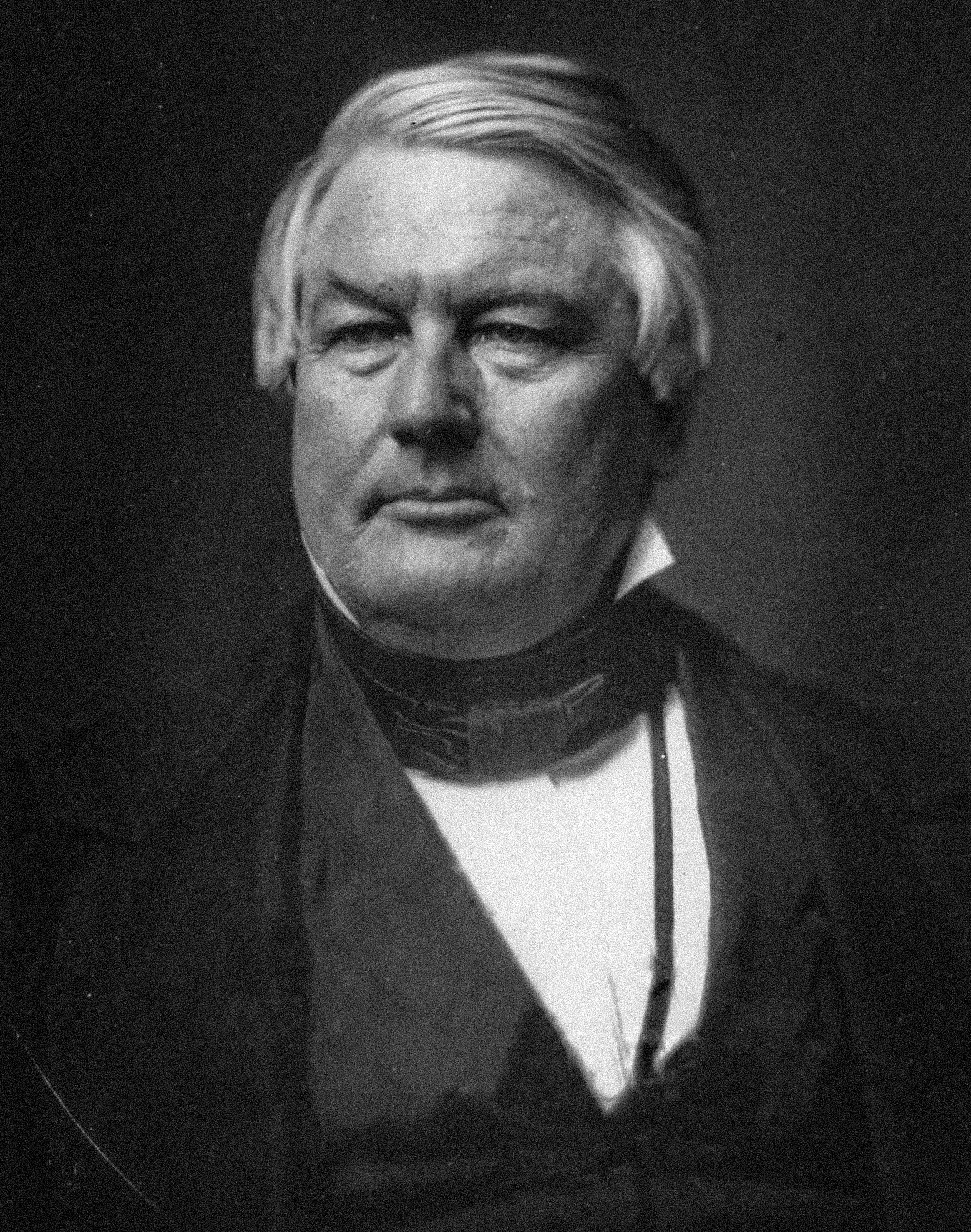
Millard Fillmore (1850–1853)

## Präsidentschaftswahlen
| Jahr | Präsidentschaftskandidat | Wahlstimmen (absolut) | Wahlstimmen (prozentual) | Wahlmänner | Wahlausgang |
| ---- | ------------------------ | --------------------- | ------------------------ | ---------- | ----------- |
| 1836 | William Henry Harrison   | 550 816               | 36,6 %                   | 73         | verloren    |
| 1836 | Hugh Lawson White        | 146 107               | 9,7 %                    | 26         | verloren    |
| 1836 | Daniel Webster           | 41 201                | 2,7 %                    | 14         | verloren    |
| 1836 | Willie Person Mangum     | –                     | –                        | 11         | verloren    |
| 1840 | William Henry Harrison   | 1 275 390             | 52,9 %                   | 234        | gewonnen    |
| 1844 | Henry Clay               | 1 300 004             | 48,1 %                   | 105        | verloren    |
| 1848 | Zachary Taylor           | 1 361 393             | 47,3 %                   | 163        | gewonnen    |
| 1852 | Winfield Scott           | 1 386 942             | 43,9 %                   | 42         | verloren    |